# ICAM-1
ICAM-1 (de l'anglais : InterCellular Adhesion Molecule) ou CD54 est une protéine codée par le gène ICAM1 chez l'humain situé sur le chromosome 19 humain. Elle est présente à la surface des cellules endothéliales et des lymphocytes. Elle peut servir de récepteur aux virus du genre rhinovirus.

## Structure
ICAM-1 appartient à la superfamille des immunoglobulines, qui comprend les anticorps, les récepteurs des cellules B (BCR) et les récepteurs des cellules T (TCR). ICAM-1 est une glycoprotéine transmembranaire possédant un seul domaine transmembranaire. Sa structure est caractérisée par une forte glycosylation et un domaine extracellulaire composé de nombreuses boucles créées par les ponts disulfure de la protéine. La structure secondaire dominante de la protéine est le feuillet bêta, ce qui conduit les chercheurs à émettre l'hypothèse de la présence de domaines de dimérisation au sein de l'ICAM-1.

## Fonction
La protéine codée par ce gène est un type de molécule d'adhésion intercellulaire continu présente en faible concentration dans les membranes des leucocytes et les cellules endothéliales . Lors de la stimulation des cytokines, les concentrations augmentent considérablement.
Lorsqu'il est activé, les leucocytes se lient aux cellules endothéliales via ICAM-1 / LFA-1, puis transmigrent dans les tissus.

## Cible thérapeutique
Le lifitegrast est un antagoniste du LFA-1 empêchant son interaction avec l'ICAM-1 et en cours de test dans la sécheresse oculaire.

## Interactions
Il a été montré qu'ICAM-1 interagit avec :
- CD11a (en)[5],[6],[7] ;
- EZR[8]
- CD18[5],[9],[10]